# Kropîvnea, Șarhorod
Kropîvnea (în ucraineană Кропивня) este un sat în comuna Hîbalivka din raionul Șarhorod, regiunea Vinnița, Ucraina.

## Demografie
Componența lingvistică a localității Kropîvnea
     Ucraineană (100%)
Conform recensământului din 2001, toată populația localității Kropîvnea era vorbitoare de ucraineană (100%).